# Giovanni Carozzo
Giovanni Carozzo (La Spezia, 1º giugno 1948 – Sarzana, 22 agosto 2000) è stato un editore italiano, fondatore della Euroflash di La Spezia.

## Biografia
Figlio d'arte, suo padre collaborò con Lotario Vecchi presso le Edizioni Astra. Giovanni Carozzo iniziò l'attività editoriale fondando a La Spezia nel 1978 le Edizioni Flash, lo stesso anno pubblicò due albi di figurine per il mercato tedesco: L'ape Maia e Heidi. Mentre in Italia vennero realizzati gli album di figurine di Dolly Dolly e Pierrot. Nel 1979 debuttano gli album di Capitan Harlock e del calcio (serie A, B, C1 e calciatori internazionali).
Nel 1986 un nuovo riassetto editoriale porta la nascita dell'Euroflash Srl, casa editrice concorrente della Panini di Modena, sempre a La Spezia in località Ceparana. Carozzo si specializza in fumetti pur continuando la produzione di album di figurine di famose serie di cartoni animati giapponesi, come UFO Robot Goldrake e Tartarughe Ninja.
A gennaio del 1994 a seguito del fallimento del gruppo editoriale Fratelli Melita Editori che deteneva la maggioranza di Euroflash, quest'ultima viene messa in amministrazione controllata. Nel 1996 la Diamond Publishing Spa rileva lo stabilimento dell'Euroflash Srl e Carozzo ne è l'amministratore delegato. Nel 1997 Carozzo ottiene l'esclusiva per la pubblicazione di riviste dedicate a popolari personaggi giapponesi, come Sailor Moon e i Pokémon.
Muore nel 2000 all'età di 52 anni in seguito ad una malattia.

## Pubblicazioni da lui dirette
- Fumetti
- Album di calciatori
- Raccolte di animali, dinosauri
- Album di personaggi televisivi su licenza